# 中村一徳
中村 一徳（なかむら かずのり、1964年 - ）は、宝塚歌劇団所属の演出家で同劇団の理事。大阪府出身。

## 略歴
1988年、同志社大学工学部機械学科を卒業後、演出助手として宝塚歌劇団に就職。
1994年『サラン・愛』で演出家デビュー。
1996年『プレスティージュ』で大劇場作品デビュー。

## 宝塚歌劇団での舞台作品

### 作・演出

#### 大劇場ショー・レビュー作品（宝塚大劇場、東京宝塚劇場）
- グランド・レビュー『プレスティージュ』（1996年 月組 宝塚大劇場 主演：久世星佳）[5]＊大劇場デビュー作
- グランド・レビュー『レ・シェルバン』（1997年 雪組 宝塚大劇場 主演：轟悠）
- グランド・レビュー『ラヴィール』（1998年 雪組 宝塚大劇場、TAKARAZUKA1000days劇場 主演：轟悠）[6]
- グランド・レビュー『ザ・ビューティーズ!』（2000年 花組 宝塚大劇場、TAKARAZUKA1000days劇場 主演：愛華みれ）[7]
- グランド・レビュー『ダンシング・スピリット!』（2001年 - 2002年 宙組 主演：和央ようか）[8]
- グランド・レビュー『LUCKY STAR!』（2002年 星組 主演：香寿たつき）
- グランド・レビュー『REVUE OF DREAMS』（2005年 月組 主演：瀬奈じゅん）[9]
- グランド・レビュー『ラブ・シンフォニー』（2007年 花組 主演：春野寿美礼）[10]
- グランド・レビュー『ダンシング・フォー・ユー』（2008年 宙組 主演：大和悠河）[11]
- グランド・レビュー『Rhapsodic Moon』（2010年 月組 主演：霧矢大夢）
- グランド・レビュー『Shining Rhythm!』（2012年 雪組 主演：音月桂）[12]
- グランド・レビュー『Fantastic Energy!』（2013年 月組 主演：龍真咲）[13]
- グランド・レビュー『My Dream TAKARAZUKA』（2014年 雪組 主演：壮一帆）
- グランド・レビュー『Melodia -熱く美しき旋律-』（2015年 花組 主演：明日海りお）[14]
- Show Spirit『Dramatic “S”!』（2017年 雪組 主演：早霧せいな）[15]
- ダイナミック・ショー『Music Revolution!』（2019年 雪組 主演：望海風斗）[16]
- Show Stars『Ray -星の光線-』（2020年 星組 主演：礼真琴）[17]
- レビュー・アニバーサリー『The Fascination!』-花組誕生100周年 そして未来へ-（2021年 - 2022年 花組 主演：柚香光）
- ショー・スプレンディッド『Sensational!』（2022年 雪組 主演：彩風咲奈）
- ショー・スピリット『Sky Fantasy!』（2023年 宙組 主演：芹香斗亜）[18]
- レビュー・アニバーサリー『Grande TAKARAZUKA 110!』(2024年 月組 主演：月城かなと)[19]

#### 大劇場ミュージカル作品
- ミュージカル『ファントム』（2004年 宙組 主演：和央ようか）＊潤色・演出
- ミュージカル『ファントム』（2006年 花組 主演：春野寿美礼）＊潤色・演出
- ミュージカル『ファントム』（2011年 花組 主演：蘭寿とむ）＊潤色・演出
- ミュージカル『ファントム』（2018年 - 2019年 雪組 主演：望海風斗）＊潤色・演出

#### その他の劇場の作品
- バウ・ロマン『サラン・愛―ムグンファの花に包まれて―』（1994年 花組 宝塚バウホール 主演：紫吹淳）＊演出家デビュー作
- バウ・ロマン『大上海―グラン・シャンハイ―』（1995年 雪組 宝塚バウホール 主演：和央ようか）
- バウ・ロマン『香港夜想曲』（1996年 - 1997年 花組 宝塚バウホール 主演：香寿たつき）
- 歌劇『サラン・愛』（2002年 月組 全国ツアー 主演：紫吹淳）
- ブロードウェイ・ミュージカル『雨に唄えば』（2003年 星組 日生劇場 主演：安蘭けい）＊潤色・演出
- ミュージカル『オクラホマ!』（2006年 月組 日生劇場 主演：轟悠）＊潤色・演出
- ブロードウェイ・ミュージカル『雨に唄えば』（2008年 宙組 梅田芸術劇場メインホール 主演：大和悠河）＊潤色・演出
- ミュージカル『雨に唄えば』（2018年 月組 TBS赤坂ACTシアター 主演：珠城りょう）＊潤色・演出
- ミュージカル『愛の不時着』（2024年 雪組 東京建物 Brillia HALL・梅田芸術劇場メインホール 主演：朝美絢）＊潤色・演出[20]

#### コンサート
- エンカレッジ・スペシャルコンサート『Angels in Harmony』（2004年 宝塚バウホール、東京芸術劇場）＊監修は岡田敬二
- Bow Singing Workshop（2016年 宝塚バウホール）[21]
- Bow Workshop『Stella Voice』（2023年 星組 宝塚バウホール 主な出演者：天華えま）[22]＊構成・演出

### 演出のみ
- グランド・レビュー『華麗なる千拍子'99』（1999年 - 2000年 雪組 宝塚大劇場、TAKARAZUKA1000days劇場、全国ツアー 主演：轟悠）[23]＊監修は酒井澄夫
- ミュージカル『エリザベート』（2002年 - 2003年 花組 宝塚大劇場、東京宝塚劇場 主演：春野寿美礼）＊小池修一郎と共同演出
- ミュージカル・ロマン『情熱のバルセロナ』－スタンダール作「パルムの僧院」より－（2009年 雪組 全国ツアー 主演：水夏希）
- バウ・ミュージカル『リラの壁の囚人たち』（2010年 星組 宝塚バウホール、日本青年館 主演：凰稀かなめ）

### ディナーショーの構成・演出
- 稔幸ディナーショー『Crush on You』（1996年 宝塚ホテル、パレスホテル、ホテルグランヴィア広島）
- 轟悠ディナーショー『L’hortensia de Juin』（1997年 ホテル阪急インターナショナル、パレスホテル）
- 和央ようかディナーショー『Blue Fantasia』（1998年 パレスホテル、ホテル阪急インターナショナル、呉阪急ホテル）
- 樹里咲穂ディナーショー『Shine It On』（2002年 新阪急ホテル、パレスホテル）
- 彩輝直ディナーショー『RECUERDO』（2003年 宝塚ホテル、第一ホテル東京）
- 真飛聖ディナーショー『Sky Blue』（2005年 宝塚ホテル、博多全日空ホテル、第一ホテル東京）
- 蘭寿とむディナーショー『Sensation』（2006年 宝塚ホテル、第一ホテル東京）
- 大空祐飛ディナーショー『SORA -空の奇跡-』（2008年 宝塚ホテル、東京會館）
- 遼河はるひディナーショー『GLITTER』（2009年 東京會舘、宝塚ホテル、ウェスティンナゴヤキャッスル）
- 『宝塚巴里祭2009』（2009年 花組 ホテルグランドパレス、ホテル阪急インターナショナル 出演：未涼亜希 他）
- 壮一帆ディナーショー『So in Love』（2012年 ホテル阪急インターナショナル、第一ホテル東京）
- 早霧せいなディナーショー『SS』（2013年 第一ホテル東京、宝塚ホテル）
- 沙央くらまディナーショー『SORRISO』（2015年 第一ホテル東京、宝塚ホテル）
- 沙央くらまディナーショー『KURAMA』（2016年 宝塚ホテル、第一ホテル東京）
- 礼真琴ディナーショー『MOMENT』（2018年 宝塚ホテル、第一ホテル東京）
- 仙名彩世ミュージック・サロン『Sen－se』（2019年 宝塚ホテル）
- 『宝塚巴里祭2019』（2019年 雪組 ホテル阪急インターナショナル、宙組 パレスホテル東京 出演：愛月ひかる 他）
- 彩凪翔 1Day Special LIVE『Sho-W!』（2020年 宝塚ホテル）
- 朝月希和ミュージック・サロン『La Lumière ～朝の月のように～』（2022年 宝塚ホテル）[24]
- 鳳月杏ディナーショー『Gemini』（2023年 宝塚ホテル、第一ホテル東京）[25]＊予定

### イベントの構成・演出
- ’98TCAスペシャル『タカラジェンヌ！－5組そろって大行進－』（1998年 宝塚大劇場）＊共同演出
- 『レビュー・スペシャル’99』（1999年 宝塚大劇場）＊共同演出
- TCAスペシャル2001『タカラヅカ夢世紀』（2001年 宝塚大劇場）＊演出のみ、共同演出
- TCAスペシャル2004『タカラヅカ90－100年への道－』（2004年 宝塚大劇場）＊演出のみ、共同演出
- TCAスペシャル2005『Beautiful Melody Beautiful Romance』（2005年 宝塚大劇場）＊共同演出
- TCAスペシャル2006『ワンダフル・ドリーマーズ』～人は夢見る～（2006年 宝塚大劇場）＊共同演出
- 『タカラヅカスペシャル2009 ～WAY TO GLORY～』（2009年 梅田芸術劇場メインホール）＊共同演出
- 『タカラヅカスペシャル2010 ～FOREVER TAKARAZUKA～』（2010年 梅田芸術劇場メインホール）＊共同演出
- 『タカラヅカスペシャル2011 ～明日に架ける夢～』（2011年 梅田芸術劇場メインホール）＊共同演出
- 『タカラヅカスペシャル2012「ザ・スターズ」～プレ・プレ・センテニアル～』（2012年 宝塚大劇場）＊共同演出
- 宝塚歌劇100周年 夢の祭典『時を奏でるスミレの花たち』（2014年 宝塚大劇場）＊共同演出
- 宝塚歌劇100周年フィナーレイベント『タカラヅカスペシャル2014 －Thank you for 100 years－』（2014年 宝塚大劇場）＊共同演出
- 『タカラヅカスペシャル2015 －New Century，Next Dream－』（2015年 梅田芸術劇場メインホール）＊共同演出
- 『タカラヅカスペシャル2016 ～Music Succession to Next～』（2016年 梅田芸術劇場メインホール）＊共同演出
- 『タカラヅカスペシャル2017 ジュテーム・レビュー －モン・パリ誕生90周年－』（2017年 梅田芸術劇場メインホール）＊共同演出
- 『タカラヅカスペシャル2018 Say! Hey! Show Up!!』（2018年 梅田芸術劇場メインホール）＊共同演出
- 宝塚歌劇105th Anniversary『タカラヅカスペシャル2019 －Beautiful Harmony－』（2019年 梅田芸術劇場メインホール）＊共同演出

### 新人公演担当（1991年以降）
- 1991年 花組『春の風を君に…』
- 1991年 月組『ベルサイユのばら』
- 1991年 雪組『華麗なるギャツビー』
- 1992年 月組『珈琲カルナバル』
- 1992年 花組『スパルタカス』
- 1992年 花組『心の旅路』
- 1993年 花組『ベイ・シティ・ブルース』
- 1995年 花組『哀しみのコルドバ』
- 1995年 雪組『あかねさす紫の花』
- 1996年 雪組『エリザベート』[26]
- 1998年 宙組『エクスカリバー』[27]
- 1998年 宙組『エリザベート』
- 1999年 雪組『ノバ・ボサ・ノバ』[28]
- 1999年 宙組『激情』
- 2000年 宙組『望郷は海を越えて』[29]
- 2001年 宙組『ベルサイユのばら2001』[30]

### 演出助手（1994年以降）
1994年
- 花組『ベイ・シティ・ブルース』（演出：小池修一郎）（中日劇場）
- 星組『うたかたの恋』（柴田侑宏）（全国ツアー）
- 花組『火の鳥』（草野旦）
- 星組『ある日　夢のとばりの中で』（中村暁）（バウホール）
- 月組『TAKARAZUKA・オーレ!』（植田紳爾）
- 星組『ラ・カンタータ！』（岡田敬二）
- 雪組『風に吹かれて』（横澤英雄）（バウホール）

1995年
- 花組『哀しみのコルドバ』（柴田侑宏）
- 雪組『あかねさす紫の花』（柴田侑宏）

1996年
- 花組『花は花なり』（植田紳爾）
- 雪組『エリザベート』（小池修一郎）
- 星組『エリザベート』（小池修一郎）

1997年
- 雪組『仮面のロマネスク』（柴田侑宏）

（※1998年以降は演出補）
1998年
- 香港公演『夢幻宝寿頌』（植田紳爾）
- 香港公演『This is TAKARAZUKA!』（三木章雄）
- 宙組『エリザベート』（小池修一郎）

1999年
- 雪組『ノバ・ボサ・ノバ』（草野旦）
- 月組『ノバ・ボサ・ノバ』（草野旦）
- 宙組『激情』（謝珠栄）

2000年
- 宙組『砂漠の黒薔薇』（酒井澄夫）
- 宙組『望郷は海を越えて（谷正純）

2001年
- 宙組『ベルサイユのばら2001』（植田紳爾・谷正純）

2003年
- 宙組『テンプテーション!』（岡田敬二）

2004年
- 花組『飛翔無限』（植田紳爾）
- 専科・雪組『花供養』（植田紳爾）

2005年
- 月組『エリザベート』（小池修一郎）

## 宝塚歌劇団以外での舞台作品
- OSK日本歌劇団 レビュー『春のおどり』
  - 2005年　第二部 『ダンシング・フォーリーズ！』（2005年4月2日〜10日 大阪松竹座）
  - 2008年　第二部 『Dream　Step!』（2008年4月18日〜26日 大阪松竹座）
  - 2010年　第二部 グランドレビュー『JUMPING TOMORROW!』（2010年4月3日〜11日 大阪松竹座）
- 『夜叉が池』（芝居部分の演出）（2005年10月29日 大阪・梅田芸術劇場、10月31日 東京・オーチャードホール）
- 『Au Revoir TOKYO KAIKAN  - また逢う日まで - 』（2015年1月31日　東京會舘・９階 ローズルーム）
- 『エリザベート TAKARAZUKA20周年 スペシャル・ガラ・コンサート』（2016年12月9日 - 18日 梅田芸術劇場メインホール、2017年1月8日 - 20日 Bunkamuraオーチャードホール）＊演出のみ[31][32][33]
- OSK日本歌劇団 レビュー『夏のおどり』「Brilliant Wave（ブリリアントウェーブ） - 100 年への鼓動 - 」（2017年8月31日 - 9月3日 新橋演舞場）[34][35]
- 『一路真輝 35周年記念コンサート』（2017年9月8日 - 10日 シアタークリエ、9月17日 サンケイホールブリーゼ）＊演出のみ[36]
- 『Trois Violette』（2018年4月14日 - 19日 宝塚バウホール）[37][38]
- 日本演劇協会創立70年 演劇人祭 宝塚歌劇『すみれファンタジー -宝塚歌劇105周年 名曲を綴って-』（2019年1月28日 新橋演舞場）[39]
- シアター・ドラマシティ30周年記念コンサート『Dramatic City “夢”』（2022年9月9日 - 10日 東京建物 Brillia HALL、2022年9月16日 - 18日 梅田芸術劇場シアター・ドラマシティ）[40]
- 『未来へのOne Step！～世界を結ぶ愛の歌声～』（2025年4 - 5月、関西万博EXPOホール「シャインハット」・東京国際フォーラム・梅田芸術劇場）＊構成・演出[41]

### ディナーショーの演出
- NewOSK日本歌劇団『クリスマス・ディナー・ショー ファンタジック・レビュー』（2004年12月25日 奈良ロイヤルホテル）